# Christina Viola Oorebeek
Christina Viola Oorebeek (Port Washington, New York, 7 november 1944) is een Nederlands-Amerikaans componiste van eigentijdse muziek.

## Biografie
Geboren in de Verenigde Staten is zij sinds 1972 woonachtig in Amsterdam en heeft de Nederlandse nationaliteit aangenomen. Op 21-jarige leeftijd studeert ze bij Ravi Shankar. In de jaren zeventig studeert ze bij Klaas de Vries en Theo Verbey. Haar composities werden uitgevoerd in Barcelona, op het Music Factory Festival in Noorwegen, het Feniks Festival in Antwerpen, de ISCM World Music Days in Yokohama, Japan, de New Music Indaba Festival in Zuid-Afrika, in Italië, Frankrijk en de Verenigde Staten. In veel van haar werk maakt ze gebruik van een disklavier, maar ook werkt ze met geprepareerde piano's. Ze werkt hierbij veel samen met pianist Marcel Worms.

## Prijzen
- In 1996 ontving Oorebeek een gedeelde eerste prijs op de tweede Gaudeamus' International Young Composers' Meeting voor The heart of the matter.
- In 1999 won zij de 3de prijs op het Dutilleux Concours in Frankrijk met Tremors and Quakes voor piano.

## Discografie
- Prismatic Blues (1997)
- Tuning Studies (1999)
- The Zapdream (1999)
- Tremors and Quakes (1998)
- Chromotoy II (2007)
- Chromotoy III (2006)